# Chionodes agriodes
Chionodes agriodes is een vlinder uit de familie van de tastermotten (Gelechiidae). De wetenschappelijke naam van de soort is voor het eerst geldig gepubliceerd in 1927 door Meyrick. De soort komt voor in de Verenigde Staten en Canada.